# كارلوس فيرديجو
كارلوس فيرديجو (بالإسبانية: Carlos Verdejo)‏ هو لاعب كرة قدم تشيلي في مركز الهجوم، ولد في 2 أكتوبر 1934 في سانتياغو في تشيلي، وتوفي في 24 يناير 2017 في فينيا ديل مار في تشيلي. لعب مع ديبورتس لاسيرينا وسانتياغو واندررز ونادي بالستينو.

## وصلات خارجية
- كارلوس فيرديجو على موقع قاعدة بيانات كرة القدم.إي يو (الإنجليزية)
- كارلوس فيرديجو على موقع ناشيونال فوتبول تيمز (الإنجليزية)
- كارلوس فيرديجو على موقع عالم كرة القدم.نت (الإنجليزية)